# Pedro Budib
Pedro Budib Peniche (in arabo بدرو بو ديب بينيتشي‎?; Puebla de Zaragoza, 7 aprile 2004) è un calciatore messicano naturalizzato libanese, difensore del Pachuca e della nazionale libanese.

## Biografia
Nato in Messico, ha origini libanesi.

## Caratteristiche tecniche
È un difensore centrale.

## Carriera

### Club
Ha iniziato a giocare a calcio nelle giovanili della squadra della sua città natale, il Puebla. Nel 2023 è passato in prestito al León per una stagione (dove oltre a giocare nelle giovanili ha anche regolarmente fatto parte della rosa della prima squadra, pur senza esordirvi in competizioni ufficiali), ed al suo ritorno è diventato capitano della formazione Under-23. Il 9 gennaio 2025 è stato acquistato a titolo definitivo dal Pachuca.

### Nazionale
Il 10 marzo 2025 ha ricevuto la prima convocazione con la nazionale libanese, e dieci giorni dopo ha debuttato nell'incontro amichevole vinto 4-0 contro Timor Est realizzando il gol del momentaneo 2-0.

## Statistiche

### Cronologia presenze e reti in nazionale
| Cronologia completa delle presenze e delle reti in nazionale ― Libano | Cronologia completa delle presenze e delle reti in nazionale ― Libano | Cronologia completa delle presenze e delle reti in nazionale ― Libano | Cronologia completa delle presenze e delle reti in nazionale ― Libano | Cronologia completa delle presenze e delle reti in nazionale ― Libano | Cronologia completa delle presenze e delle reti in nazionale ― Libano | Cronologia completa delle presenze e delle reti in nazionale ― Libano | Cronologia completa delle presenze e delle reti in nazionale ― Libano |
| Data                                                                  | Città                                                                 | In casa                                                               | Risultato                                                             | Ospiti                                                                | Competizione                                                          | Reti                                                                  | Note                                                                  |
| --------------------------------------------------------------------- | --------------------------------------------------------------------- | --------------------------------------------------------------------- | --------------------------------------------------------------------- | --------------------------------------------------------------------- | --------------------------------------------------------------------- | --------------------------------------------------------------------- | --------------------------------------------------------------------- |
| 20-3-2025                                                             | Al Khawr                                                              | Libano                                                                | 4 – 0                                                                 | Timor Est                                                             | Amichevole                                                            | 1                                                                     |                                                                       |
| 25-3-2025                                                             | Al Wakrah                                                             | Libano                                                                | 5 – 0                                                                 | Brunei                                                                | Qual. Coppa d'Asia 2027                                               | -                                                                     | 58’                                                                   |
| Totale                                                                |                                                                       | Presenze                                                              | 2                                                                     |                                                                       | Reti                                                                  | 1                                                                     |                                                                       |